# Carzano
Carzano (Carthàn o Carzàn in dialetto trentino) è un comune italiano di 511 abitanti della provincia autonoma di Trento in Trentino-Alto Adige.

## Geografia
Carzano è il più piccolo comune della provincia di Trento (primato che spettava, fino al 2015, a Fiera di Primiero), e il secondo più piccolo di tutta la regione Trentino-Alto Adige (dopo Caines).

## Storia
Durante la prima guerra mondiale Carzano è stata teatro, nel settembre 1917, di un episodio bellico di cui fu protagonista il maggiore del Servizio Informazioni (ITO) Cesare Pettorelli Lalatta. Si tratta del cosiddetto "sogno di Carzano" che, se realizzato come pianificato dal Pettorelli Lalatta, avrebbe consentito alle truppe italiane di dilagare in Valsugana e portarle forse fino a Trento. L'azione fallì, non per colpa del Pettorelli Lalatta, ma perché mal condotta dai generali preposti alla sua realizzazione. Come da suo desiderio, Cesare Pettorelli Lalatta è sepolto nel cimitero di Carzano.

### Simboli
Lo stemma e il gonfalone sono stati approvati con deliberazione della Giunta provinciale del 2 giugno 1989, n. 6082.
Stemma
Lo scudo riporta al centro il vecchio ponte sul torrente Maso, contornato da ascia, angero e un cardo, in alto, fronde di alloro e quercia, in basso, il tutto in campo rosso e blu.
Gonfalone

## Monumenti e luoghi d'interesse

### Architetture religiose
- Chiesa di Santa Maria della Neve, parrocchiale del XVII secolo

## Società

### Evoluzione demografica
Abitanti censiti